# Rathaus (Kaufbeuren)

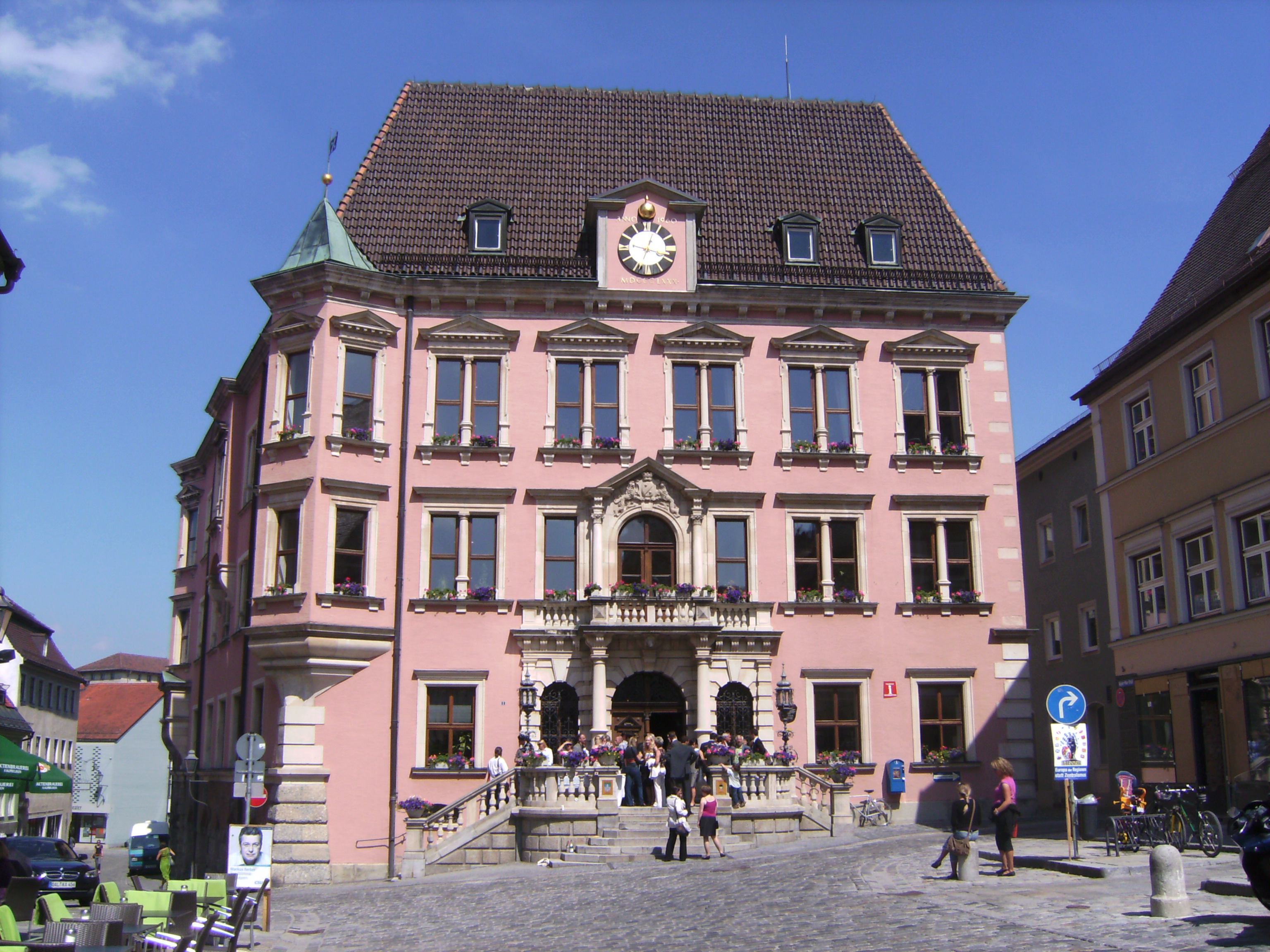
Rathaus in Kaufbeuren

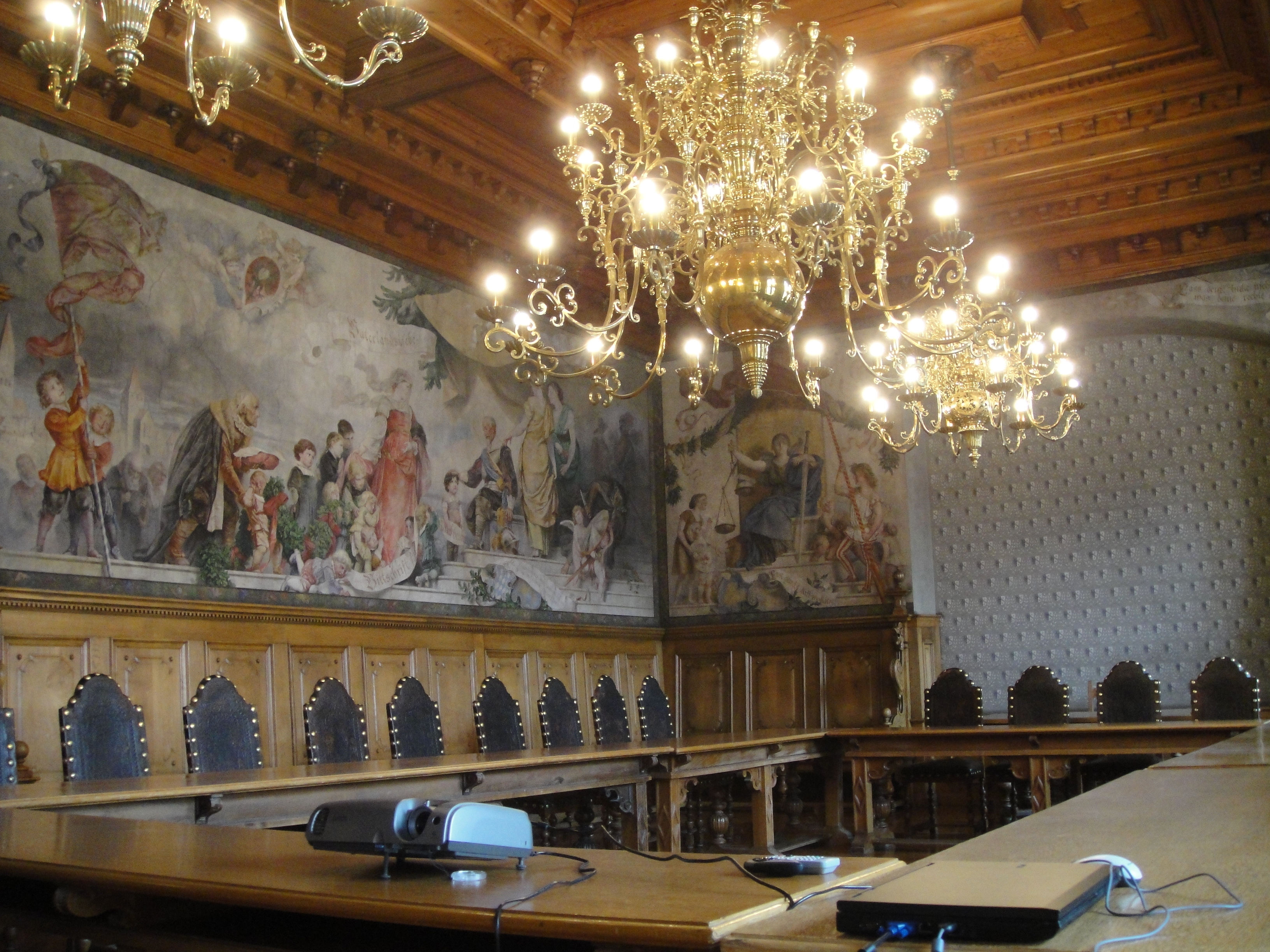
Ratssaal

Das Rathaus in Kaufbeuren, einer schwäbischen Stadt in Bayern, wurde von 1879 bis 1881 nach Abbruch des gotischen Vorgängerbaus vom Anfang des 15. Jahrhunderts errichtet. Das Rathaus an der Kaiser-Max-Straße 1 ist ein geschütztes Baudenkmal. 
Der dreigeschossige Massivbau mit Walmdach und reicher Werksteingliederung wurde nach Plänen von Georg Hauberrisser in Formen der Neurenaissance errichtet. Er hat einen zweigeschossigen Eckerker mit Zeltdach zur Eingangsseite. Im Inneren sind historische Ausstattungsteile wie der große Saal mit Wandmalereien von Wilhelm Lindenschmit vorhanden.

## Geschichte
Am 20. Juni 1960 kam es kurz vor der Mittagszeit zu einem Rathausbrand in Kaufbeuren durch Brandstiftung. Das Feuer wurde durch den 1927 geborenen Ignaz Heel (Heels Name wurde bereits kurz nach seiner Tat in der Presse veröffentlicht und ist bis heute in Kaufbeuren geläufig. Auf eine Anonymisierung wurde daher verzichtet.) gelegt, da er seine kriminellen Handlungen verschleiern wollte. Um 13:30 Uhr bemerkten Angehörige des Bauamtes den Brand in der Registratur. Gegen 16:00 Uhr war der Brand so weit unter Kontrolle, dass für die umliegenden Gebäude keine unmittelbare Gefahr mehr bestand. Am 21. Juni wurde erste Bilanz gezogen. Bei diesem Brand wurde unter anderem das Dach des alten Hauberrisserbaus vernichtet. Nach dem Brand wurde das Dach und der Verputz des ehemaligen Sichtziegelmauerwerks erneuert. Gleichzeitig wurde die Natursteingliederung vereinfacht.
Von 1969 bis 1971 erfolgte eine rückwärtige Erweiterung.